# 世田米城
世田米城（せたまいじょう）は、 岩手県気仙郡住田町世田米字火石61番地1ほかにあった戦国時代の日本の城。

## 概要
城跡は南北200メートル、東西100メートル、高さ50メートルの小山が城郭で、遠野街道の要所を押さえた山城である。
室町時代初期に、当時の領主・葛西晴信が隣国遠野領からの侵入に備えて阿曽沼氏をこの地に配したのに始まるといわれる。
古くは気仙二十七城の一つで、戦国時代末期、城主は葛西家臣で遠野阿曽沼氏の一族、阿曽沼甲斐守信康であったが、天正18年（1590年）に豊臣秀吉の奥州仕置により葛西氏の領地が没収されると、この地は伊達領になり、伊達領最北端の南部氏の侵入を防ぐ重要な位置にあった。
またこの時、遠野阿曽沼広長も領地を没収され南部氏の被官とされたが、伊達に臣従した世田米阿曽沼氏から正妻を迎えていたこともあり、慶長5年（1600年）の関ヶ原の戦いの際、阿曽沼一族内訌により遠野の横田城を奪われ、広長は阿曽沼信康を頼り世田米城に逃れた。
広長は、伊達政宗の後援を受けて、慶長6年（1601年）12月、世田米阿曽沼氏らとともに気仙勢を借り受けて遠野奪還を試みたが失敗し、阿曽沼氏は名実ともに遠野領主としての地位を失った。
2016年（平成28年）4月8日から7月31日にかけて、国道340号の拡幅工事に伴う発掘調査が行われ、腰曲輪などの15箇所の平場や2条の犬走りが調査された。